# Бейтмен, Гарри
Гарри Бейтмен (англ. Harry Bateman; 29 мая 1882, Манчестер, Англия, Великобритания — 21 января 1946, Пасадина, Калифорния, США) — английский и американский математик, специалист по теории специальных функций, дифференциальным уравнениям (в том числе в частных производных), а также по математическим методам в теории электромагнетизма, оптики и гидродинамики.
Член Лондонского королевского общества (1928), член Национальной академии наук США (1930).

## Биография
Гарри Бейтмен родился в Манчестере 29 мая 1882 года в семье Марни Элизабет Бонд (Marnie Elizabeth Bond) и Сэмюэла Бейтмена (Samuel Bateman). Он учился в Манчестерской грамматической школе (Manchester Grammar School, см. также Школа грамоты), и во время последнего школьного года он выиграл стипендию для обучения в Тринити-колледже Кембриджского университета.
Гарри Бейтмен начал учиться в Тринити-колледже в 1900 году. Он был признан лучшим студентом-математиком Кембриджского университета (Senior Wrangler) в 1903 году. В 1905 году он получил премию Смита (Smith's prize) за работу по дифференциальным уравнениям. В 1906 году он окончил университет и получил степень магистра (M.A.).
В 1905 и 1906 годах Бейтмен посетил Париж и Гёттинген, в частности, ознакомившись с работами Давида Гильберта и его учеников по интегральным уравнениям. После возвращения в Англию в 1906 году Бейтмен сначала преподавал в Ливерпульском университете, а затем в Манчестерском университете.
В 1910 году Гарри Бейтмен переехал в США. В 1910—1912 годах он работал в Брин-Мор-колледже, расположенном в Пенсильвании, недалеко от Филадельфии. После этого в 1912—1917 годах у него была исследовательская стипендия для работы в Университете Джонса Хопкинса в Балтиморе. Там же в 1913 году он получил степень доктора философии (Ph.D.), работая под руководством Фрэнка Морли. К тому моменту у него уже было около 60 публикаций. Тема его диссертации — «The quartic curve and its inscribed configurations» («Кривая четвёртого порядка и её вписанные конфигурации»).
11 июля 1912 года Гарри Бейтмен женился на Этель Хорнер Додд (Ethel Horner Dodd). У них был сын Гарри Грэм (Harry Graham), умерший в раннем возрасте, а после этого они удочерили Джоан Маргарет (Joan Margaret).
В 1917 году Бейтмен был назначен профессором отделения математики, теоретической физики и аэронавтики Труп-Колледжа (Throop College) в Пасадине (Калифорния), который в 1920 году получил название Калифорнийского технологического института (Caltech). Там Бейтмен и проработал до конца своей жизни — он скончался 21 января 1946 года.

## Научные результаты
Ранние математические работы Гарри Бейтмена были связаны с геометрией (в частности, с исследованием поверхностей четвёртого порядка), исследованием свойств специальных функций, а также дифференциальных уравнений в частных производных.
В 1906 году он был одним из первых, кто применил преобразование Лапласа для решения интегральных уравнений, а в 1910 году он использовал обратное преобразование Лапласа для решения дифференциальных уравнений, связанных с радиоактивным распадом. Широко известны его работы по преобразованию дифференциальных уравнений в частных производных, а также по их применению в электромагнетизме и гидродинамике.
Всего Бейтмен написал около 200 статей, среди которых только 5 работ были с соавторами (включая совместную с Паулем Эренфестом работу 1924 года, посвящённую использованию дифференциальных уравнений в частных производных в теории электромагнитных полей).
Бейтмен написал ряд книг, которые стали классическими — они были изданы при его жизни и переизданы после его смерти:
- H. Bateman, The mathematical analysis of electrical and optical wave-motion on the basis of Maxwell’s equations («Математический анализ распространения электрических и оптических волн на основе уравнений Максвелла», 1915, переиздана в 1955), имеется перевод: «Математическая теория распространения электромагнитных волн» (Москва, Гос. изд. физ.-мат. лит., 1958, пер. Л. Н. Брюхатов; ред. Н. С. Кошляков)
- H. Bateman, Partial differential equations of mathematical physics («Уравнения в частных производных в математической физике», 1932, переиздана в 1944 и 1959)
- H. Bateman, H.L. Dryden, F.D. Murnaghan, Hydrodynamics («Гидродинамика», National Research Council, Washington, D.C., 1932, переиздана в 1956)
- H. Bateman, A.A. Bennett, W.E. Milne, Numerical integration of differential equations («Численное интегрирование дифференциальных уравнений», 1933, переиздана в 1956)

Кроме этого, в последние годы своей жизни Бейтмен готовил грандиозный труд, обобщающий сведения по теории многих известных специальных функций, но его смерть помешала завершению этого проекта. После его смерти в Калтехе был организован так называемый проект Бейтмена (англ. Bateman Manuscript Project), который возглавил Артур Эрдейи и в который вошли другие известные математики — Вильгельм Магнус, Фриц Оберхеттингер и Франческо Трикоми. Результатом этого проекта был выпуск пяти справочных томов — трёх томов «Высших трансцендентных функций» и двух томов «Таблиц интегральных преобразований».